# Museo de Yorkshire
El Museo de Yorkshire es un museo de la ciudad de York, Inglaterra. Alberga la espada de Cawood, y tiene cuatro colecciones permanentes de biología, geología, arqueología y astronomía.

## Historia
El Museo fue fundado por la Sociedad Filosófica de Yorkshire para albergar sus colecciones geológicas y arqueológicas, y originalmente su sede estaba en Ousegate, York, haste que el sitio se quedó pequeño. En 1828 la Socieda recibió una subención real, 10 hectáreas de terreno que antes pertenecieron a la abadía de St.ª María, para poder construir un nuevo edificio que albergase el museo. El edificio principal fue diseñado por Williams Wilkins en un estilo Griego. Es un edificio que tiene protección del grado I. Fue oficialmente abierto en febrero de 1830, lo que le convierte en uno de los museos que más tiempo lleva abierto en Inglaterra. Una de las condiciones de la subención era que los terrenos que rodeaban al edificio se convirtieran en un jardín botánico; esto se realizó en los años 30 del siglo XIX, y ahora se conoce a eso jardines con el nombre de Los Jardines del Museo. El 26 de septiembre de 1831 la reunión inaugural de la Asociación Británica para el Avance de la Ciencia se celebró en el Museo de Yorkshire.

## Colecciones
Las cuatro colecciones permanentes del museo tienen el estatus de Colección Inglesa destacada, lo que significa que son colecciones de importancia nacional e internacional.
- La colección de biología contiene 200.000 especímenes, incluyendo flora y fauna, con la mayoría de la colección formada por insectos. Hay dos réplicas de Gran Auk, y un esqueleto casi completo de una extinta moa y una gran cantidad de especímenes de la región de Yorkshire, incluyendo los restos de elefantes, osos cavernarios y hyenas de la cueva de Kirkdale que datan del Período Cuaternario, hace unos 125.000 años.
- La colección de geología contiene unos 112.500 especímenes de rocas, minerales y fósiles. Los fósiles conforman la mayor parte de la colección siendo unos 100.000 ejemplares, e incluye importantes piezas de los períodos, carbonífero, mesozoico y del terciario.
- La colección de astronomía está guardada principalmente el Observatorio de los Jardines del Museo, con algunos telescopios guardados en el Museo del Castillo de York.
- La colección de arqueología tiene cerca de un millón de objetos que datan desde al año 500.000 a. C. hasta el siglo XX e incluye el Casco Coppergate, descubierto en York en 1982, y el Ormside Bowl, un ejemplo de la trabajo de orfebrería de plata . En 1992 el Museo pagó 2,5 millones de libras por la Middleham Jewel que originalmente fue encontrada por Ted Seaton usando un detector de metales en Middleham, en North Yorkshire. La joya de oro tiene forma de diamante con un zafiro azul en la parte superior que se remonta alrededor del año 1460, y que está grabado con una imagen de la Trinidad cristiana en la parte delantera y de la Natividad de Jesús en la trasera.

El museo también tiene una colección de cerámica de estudio que consta de más de 3500 piezas de más de 500 ceramistas. Estas fueron legadas al Museo de Yorkshire bibliotecario de Wakefield, Bill Ismay en 2001. La colección puede verse en la Galería de Arte de York.